# SM-sarja 1938/39
Die Saison 1938/39 war die elfte Spielzeit der finnischen SM-sarja. Meister wurde zum ersten Mal in der Vereinsgeschichte überhaupt KIF Helsinki.

## Modus
In der Hauptrunde absolvierte jede der sieben Mannschaften insgesamt sechs Spiele. Der Erstplatzierte der Hauptrunde wurde Meister. Für einen Sieg erhielt jede Mannschaft zwei Punkte, bei einem Unentschieden gab es einen Punkt und bei einer Niederlage null Punkte.

## Hauptrunde
|    | Klub              | Sp | S | U | N | Tore  | Punkte |
| -- | ----------------- | -- | - | - | - | ----- | ------ |
| 1. | KIF Helsinki      | 6  | 6 | 0 | 0 | 23:9  | 12     |
| 2. | HJK Helsinki      | 6  | 4 | 1 | 1 | 14:9  | 9      |
| 3. | Ilves Tampere     | 6  | 4 | 0 | 2 | 14:7  | 8      |
| 4. | Tarmo Hämeenlinna | 6  | 2 | 0 | 4 | 12:18 | 4      |
| 5. | Riento Turku      | 6  | 2 | 0 | 4 | 5:12  | 4      |
| 6. | Åbo IFK           | 6  | 1 | 1 | 4 | 8:12  | 3      |
| 7. | HSK Helsinki      | 6  | 1 | 0 | 5 | 7:16  | 2      |

Sp = Spiele, S = Siege, U = Unentschieden, N = Niederlagen